# Pfarrkirche Unterach am Attersee

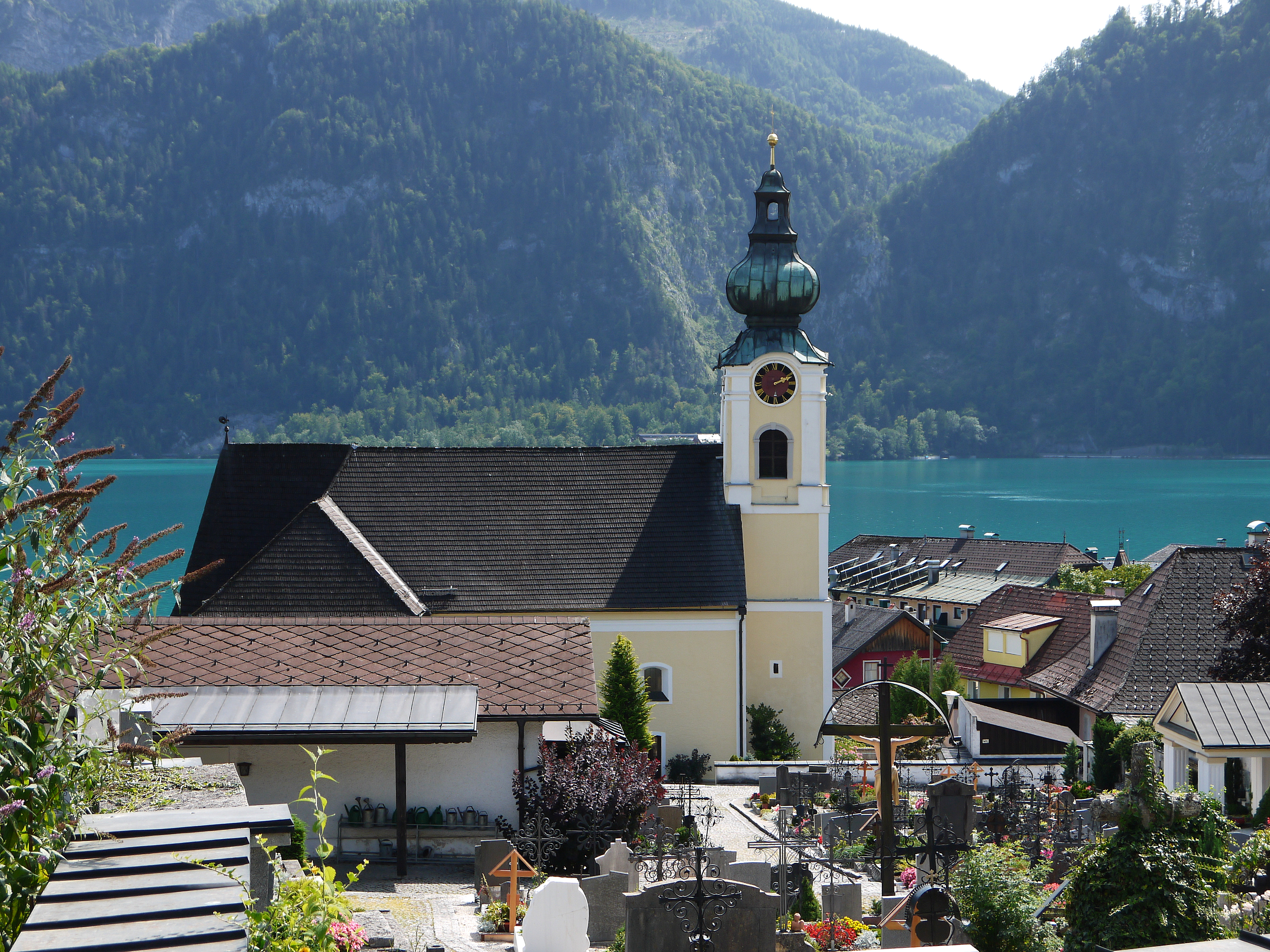
Pfarrkirche Unterach am Attersee

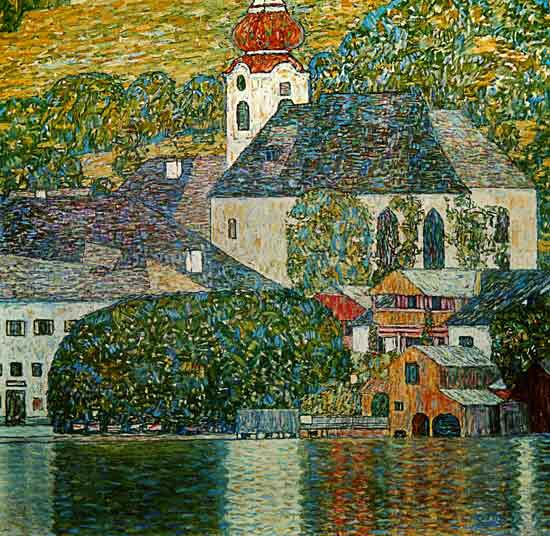
Ölbild der Kirche von Gustav Klimt (1916)

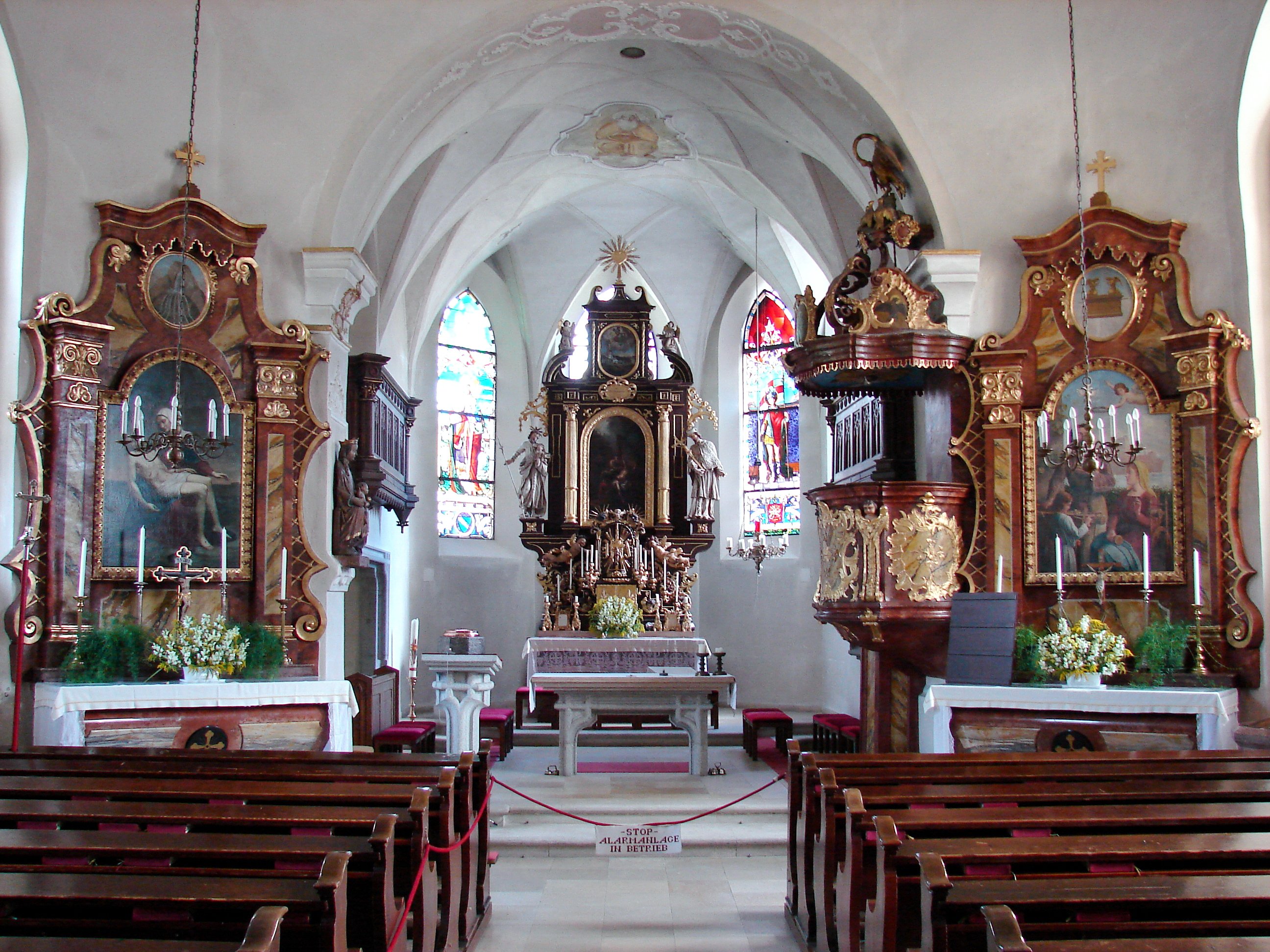
Pfarrkirche: Innenraum

Die römisch-katholische Pfarrkirche Unterach am Attersee steht in der Gemeinde Unterach am Attersee im Bezirk Vöcklabruck in Oberösterreich. Sie ist dem heiligen Bartholomäus geweiht und gehört zum Seelsorgeraum Schörfling im Dekanat Schörfling. Die Kirche steht unter Denkmalschutz.

## Geschichte
Das erste kleine Kirchlein war vermutlich aus Holz erbaut. Der gotische Vorgängerbau der heutigen Kirche ist wahrscheinlich in der zweiten Hälfte des 13. Jahrhunderts entstanden, unter Umständen in der Amtszeit des Passauer Domdechanten und späteren Bischofs von Lavant und Breslau, Johann Roth. Dieser war zwischen 1460 und 1490 Priester in St. Georgen im Attergau. Die gotische Kirche wurde 1633 restauriert, im späten 18. Jahrhundert musste die gotische Kirche aber einem größeren Neubau weichen. Das heutige Gotteshaus wurde durch den Maurermeister Kogler 1783 errichtet. Dabei wurde der gotische Chor zwar integriert, die gotischen Gewölberippen aber abgeschlagen. Um 1900 wurde die Kirche restauriert und um eine Lourdeskapelle erweitert, eine weitere Restaurierung erfolgte in den Jahren 1984 bis 1987.

## Kirchenbau
Der spätgotische Chor der Kirche ist 2½ Joche lang und durch einen 3/8-Schluss geschlossen. Das ursprüngliche Netzrippengewölbe wurde entfernt. Das einschiffige Langhaus hat drei Joche und hat eine flache Hängekuppeldecke mit Stichkappen. Über der Sakristei ist ein Oratorium sowie der Westturm mit Zwiebelhelm von 1782.

## Ausstattung
Der Hochaltar aus dem 17. Jahrhundert wurde später verändert. Das Altarbild malte Bartholomäus Altomonte. Die Statuen stammen aus dem zweiten Drittel des 18. Jahrhunderts. Der moderne Tabernakel wurde von Josef Furthner gestaltet. Die Seitenaltäre wurden im neobarocken Stil errichtet. Die Kanzel wurde aus Teilen der Kanzel der zerstörten Pfarrkirche Mondsee um 1700 errichtet. Das Sakramentshaus mit Schmiedeeisengitter, das heute in der nördlichen Seitenkapelle steht, sowie das Taufbecken sind im spätgotischen Stil geschaffen. Die sitzende spätgotische Madonna wurde 1956 restauriert.
An der westlichen Außenseite der Kirche sind Wappengrabsteine aus dem 16. Jahrhundert angebracht und am Friedhof um die Kirche stehen barocke Schmiedeeisenkreuze aus dem 17. und 18. Jahrhundert.